# Pomnik Żołnierzy 2. Armii Wojska Polskiego w Poznaniu
Pomnik Żołnierzy 2. Armii Wojska Polskiego w Poznaniu – pomnik usytuowany w Parku Cytadela mieszczącym się na obszarze osiedla Stare Winogrady w Poznaniu. 

## Opis
Pomysł budowy zrodził się w październiku 2009 roku. Wmurowania aktu erekcyjnego pod budowę monumentu dokonano w lutym 2013 roku. Przewodniczącym Komitetu Budowy Pomnika był pułkownik Zygmunt Maciejny, sekretarzem Komitetu podpułkownik Henryk Kania, a przewodniczącą Komitetu Honorowego prof. Krystyna Łybacka.
Odsłonięcie pomnika poświęconego pamięci żołnierzy 2. Armii Wojska Polskiego nastąpiło 16 maja 2015 roku. Podczas ceremonii odsłonięcia obecni byli m.in. członkowie Związku Żołnierzy Wojska Polskiego z jego prezesem generałem dywizji dr. Franciszkiem Puchałą. Poświęcenia dokonał ksiądz pułkownik Mariusz Stolarczyk, proboszcz i kapelan Garnizonu Poznań.
Autorem projektu pomnika jest architekt Marcin Urbanek. Monument przedstawia zarys postaci żołnierzy podrywających się do szturmu, których sylwetki wycięto z metalu i umieszczono na betonowej ścianie. Po prawej stronie umieszczono symbol orła, a pod nim napis: Żołnierzom 2. Armii Wojska Polskiego.

## Tablica pamiątkowa
Elementem tworzącym założenie pomnikowe jest tablica pamiątkowa usytuowana przed monumentem z prawej strony, na której widnieje napis:
2 Armia Wojska Polskiego
została utworzona 8 sierpnia 1944 roku
na terenach Lubelszczyzny i Podlasia
do walki z niemieckim okupantem
Związek operacyjny liczył ponad 100 tys. ochotników i poborowych;
żołnierzy września 1939 r. Armii Krajowej, Armii Ludowej i Batalionów Chłopskich,
w tym kilka tysięcy Wielkopolan
Szlak bojowy 2 Armii:
Lublin  •  Poznań  •  Wrocław  •  Zgorzelec  •  Budziszyn  •  Melnik k/Pragi  (Czechy)
WALCZYLI I GINĘLI ZA WOLNĄ I NIEPODLEGŁĄ POLSKĘ

## Kontrowersje
Inicjatywa budowy pomnika wyszła od kombatantów Ludowego Wojska Polskiego, pomimo wyrażanej negatywnej opinii przez Przewodniczącego Rady Ochrony Pamięci Walk i Męczeństwa, historyka Andrzeja Kunerta, który dowodził, że w walkach o Poznań w 1945 roku nie brały udziału jednostki tej armii, a tylko 2. batalion 35. pułku, który stacjonował w Poznaniu w trakcie walk i który został wyłączony ze struktur 2. Armii Wojska Polskiego i podlegał wtedy dowództwu Armii Czerwonej. W tym przypadku Rada argumentowała, że upamiętnienie 2. Armii WP na terenie Poznania nie ma podstaw.
Wsparcia finansowego przy wznoszeniu monumentu odmówił marszałek województwa Marek Woźniak. Argumentem było to, że 2. Armia WP realizowała cel polityczny ZSRR niewoląc Polskę. Sprzeciw wyrażali także byli żołnierze-kombatanci Armii Krajowej.
Pomimo stanowiska Rady, w 2013 roku urząd miasta Poznania wydał ostatecznie pozwolenie na budowę pomnika.